# No hesitAtIon
『no hesitAtIon』（ノー・ヘジテイション）は、2009年6月24日発売の加護亜依の1stシングル。

## 概要
- ソロデビューシングル。
- 歌詞は加護自身が「NO HESITATION」～ためらわずに自分の道を歩いて行く～をテーマに初の作詞に挑戦。
- 作曲とプロデュースを中西圭三が担当。
- 「タイトルの中にAI=愛=亜依がある」という理由から、「no hesitAtIon」の表記はアルファベットのAとIのみ大文字。

## 収録曲
全曲、作詞：ai kago、作曲：KEIZO NAKANISHI、編曲:小西貴雄
1. no hesitAtIon
2. Children of the night
3. no hesitAtIon (カラオケ)
4. Children of the night (カラオケ)

## 特典
- 初回特典：スペシャルブックレット（オールカラー12ページブックレット、ジュエルケース仕様）
- HMVオリジナル特典：トレーディングカード